# 한국정기간행물협동조합
한국정기간행물협동조합은 정기간행물 발행업 협동사업을 수행함으로써 조합원의 경제적 지위향상과 정기간행물 발행업 및 국민경제의 균형있는 발전 도모하기 위하여 1999년 2월 11일 설립된 문화체육관광부 소관의 특수법인이다. 사무실은 서울특별시 종로구 청진동 174-1에 있다.

## 주요 업무
- 정기간행물발행업의 공동사업단지 및 공동시설 조성의 운영 및 관리
- 조합원에 대한 사업자금 대부
- 조합원의 사업에 대한 경영기술 및 품질관리의 지도, 조사연구, 교육 및 정보제공에 관한 사업